# География Кирибати
География Кирибати включает в себя географические, геоморфологические и демографические особенности страны.
Кирибати является островным государством, состоящим из  32 атоллов и одного острова. Государство расположено в Тихом океане и экватор проходит через государство. Атоллы Кирибати относятся к одной из трех островных групп: Острова Лайн, Острова Гилберта и Острова Феникс. Банаба является единственным островом в стране, которая богата фосфатными удобрениями и является одним из трех фосфатных островов в Океании. Страна не имеет сухопутных границ, но по морю граничит с Науру и Микронезией на западе, с Тувалу, Токелау, островами Кука и Французской Полинезией на юге и юго-востоке. На востоке и севере граничит с зоной международных вод. Если судить по часовым поясам, Кирибати — самое восточное в мире государство. Столицей государства является Южная Тарава, официальные языки — кирибатский и английский. Кирибати имеет общую площадь 812 квадратных километров и населением 103 058 человек (перепись 2010 года).